# Hoa hậu Siêu tài năng
Miss Supertalent of the World, hay Hoa Hậu Gái Tài Năng được điều hành bởi Suta Group, là sự kiện truyền hình và truyền thông toàn cầu hai lần một năm, do Thomas Zilliacus, cựu Trưởng khu vực Nokia sáng lập. Asia Pacific Rim và Lawrence Choi được tổ chức từ năm 2011, với sự tham gia của các ngôi sao thời trang gồm các hoa hậu, siêu mẫu, diễn viên, nghệ sĩ nhạc pop, người dẫn chương trình, quán quân khiêu vũ với format độc đáo thể hiện thời trang và tài năng. Nó được tổ chức Seoul, Busan, Daegu ở Châu Á và Paris, Nice, Milan, Ferrari Auto of Italy, Rome ở Châu Âu. Những thí sinh đáng chú ý trong quá khứ gồm: Meriam George, Milett Figueroa, Anna Lundh, Diana Arno, Maria Sten, Dipna Patel, Malina Joshi, Lada Akimova.

## Danh sách Hoa hậu

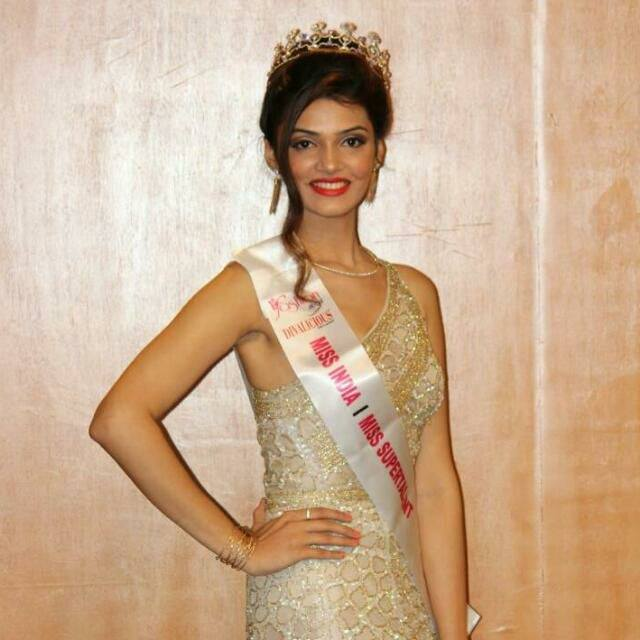
Indian

| Năm  | Quốc gia       | Tên                  | Tuổi [A] | Chiều cao | Quẻ quán   | Địa điểm và ngày tổ chức cuộc thi                          | Số thí sinh |
| ---- | -------------- | -------------------- | -------- | --------- | ---------- | ---------------------------------------------------------- | ----------- |
| 2019 | France         | Myriam Cassim        | 24       | 5'10"     | Mayotte    | Rome Cavalieri Waldorf Astoria Hotels & Resorts 2 tháng 11 | 105+        |
| 2019 | Russia         | Lada Akimova         | 21       | 5'8"      | Moscow     | Seoul Dragon City 10 tháng 5                               | 94          |
| 2018 | Netherlands    | Ekaterina Ksenzova   | 18       | 5'10"     | Overijssel | Eiffel Tower 10 tháng 11                                   | 88          |
| 2018 | Spain          | Alexia Navarro       | 19       | 5'11"     | Valencia   | Songdo Convensia 11 tháng 5                                | 88          |
| 2017 | Ukraine        | Natali Varchenko     | 27       | 5'8"      | Kiev       | Sheraton Hotels and Resorts 29 tháng 10                    | 85          |
| 2017 | Mexico         | Naomi Mondragon      | 24       | 5'9"      | Monterrey  | Goyang International Flower Festival 13 tháng 5            | 85          |
| 2016 | Peru           | Milett Figueroa      | 24       | 5'10"     | Lima       | Sheraton Hotels and Resorts Seoul 3 tháng 12               | 78          |
| 2016 | Czech Republic | Paulina Pelyova      | 22       | 5'8"      | Prague     | Sheraton Hotels and Resorts Seoul 3 tháng 12               | 78          |
| 2015 | Czech Republic | Natalie Stejskalova  | 24       | 5'11"     | Prague     | The K Hotel 13 tháng 5                                     | 71          |
| 2014 | India          | Swetha Raj           | 21       | 5'9"      | Hyderabad  | Sebitseom 19 tháng 11                                      | 63          |
| 2014 | Macau          | Hio Man Cha          | 20       | 5'8"      | Ma Cao     | Hilton Hotels & Resorts Seoul 30 tháng 5                   | 51          |
| 2013 | India          | Srishti Rana         | 21       | 5'8"      | Faridabad  | Hallyuworld 23 tháng 10                                    | 39          |
| 2012 | India          | Himangini Singh Yadu | 24       | 5'9"      | Indore     | Grand Hill Convention 16 tháng 6                           | 29          |
| 2011 | Russia         | Anna Botova          | 24       | 5'10"     | Moscow     | Busan Yachting Center 15 tháng 10                          | 23          |

### Quốc gia đăng quang
| Quốc gia       | Số lần | Các năn          |
| -------------- | ------ | ---------------- |
| India          | 3      | 2012, 2013, 2014 |
| Czech Republic | 2      | 2015, 2016       |
| Russia         | 2      | 2011, 2019       |
| France         | 1      | 2019             |
| Netherlands    | 1      | 2018             |
| Spain          | 1      | 2018             |
| Mexico         | 1      | 2017             |
| Ukraine        | 1      | 2017             |
| Peru           | 1      | 2016             |
| Macau          | 1      | 2014             |